# الفهمين
بلدية الفهيمن أو الحمَّام أو ألفامين (بالإسبانية: Alfamén) هي بلدية تقع في مقاطعة سرقسطة التابعة لمنطقة أرغون شمال شرق إسبانيا.

## الديموغرافيا
بلغ عدد سكان بلدية الفهمين 1.577 نسمة عام 2011 (وفقاً للمعهد الوطني الإسباني للإحصاء).
| 1.319 | 1.320 | 1.439 | 1.589 | 1.452 | 1.513 | 1.577 |